# Furet du Nord
Pour les articles homonymes, voir Furet (homonymie).
Le Furet du Nord est une chaîne de librairies originaire de Lille dans le département du Nord en France. Son origine remonte à 1936 où un magasin de fourrures, situé Rue de la Vieille Comédie, est transformé en librairie, tout en conservant son nom, qui faisait référence à une tradition locale : la chasse aux lapins avec des furets. 
Aujourd'hui la plus importante est située à Lille sur la Grand'Place. Elle y est installée depuis 1959 et fut la plus grande librairie du monde de 1992 à 1999. Elle est, en 2014, une des trois plus grandes librairies de France.

## Histoire
À l'origine, le Furet du Nord est un magasin de fourrures, situé Rue de la Vieille Comédie à Lille. Le magasin de 70 m2 est transformé en 1936 en librairie par Georges Poulard, un proviseur de lycée. Malgré le fait que l'activité soit différente, le nouveau propriétaire décide de garder le nom de « Furet du Nord »,,. En 1947, il emploie Paul Callens, son premier vendeur. Paul Callens, était un passionné de livres et de lecture, fils d'un boucher-charcutier de Tourcoing dans une famille peu intéressée par la littérature. Non satisfait de sa situation de vendeur et de la taille de la boutique, Paul rêvait de la racheter, sans en avoir les moyens. En 1950, après en avoir discuté avec son amie laitière, Florence, celle-ci remonte de sa cave une boîte en fer blanc contenant  ses économies enroulées dans du papier journal  ce qui lui permit de l'acquérir dès le lendemain,. Tandis qu'il est au café, il entend que les Galeries Barbès allaient fermer et quitter leur magasin situé place du Général-de-Gaulle à Lille,. Il eut l'idée de s'installer à leur place. L'emplacement avait d'autres prétendants comme l'entreprise Renault qui voulait y installer une concession. Paul Callens décida donc de se rendre, pour sa première fois, à Paris, à la direction des Galeries Barbès,. L'homme explique son projet, convainc et installe son entreprise le 1er août 1959 sur la grand-place de Lille, sur 200 puis 600 m2. Le Furet devient la première librairie en libre-service (500 m² à l'époque) et installe en 1963 le premier rayon livres de poche de France dans sa cave. En 1960 commencent les désormais traditionnelles dédicaces. En 1970, un rayon jeunesse est aménagé au sous-sol.
En 1982, l'entreprise familiale de Paul Callens devient une société anonyme et commence à ouvrir d'autres magasins dans la région. La surface du Furet de Lille est agrandie en 1982 puis 1992 passant ainsi de 500 à 4 000 puis 7 000 m2. Elle accueille aujourd'hui en moyenne 12 000 visiteurs quotidiens. En 1996, le Furet met en place la première librairie sur Internet.[réf. nécessaire] Le site propose aujourd'hui 350 000 références francophones. En juillet 1999, Extrapole, chaîne de magasins culturels multimédias, et son actionnaire Lagardère Services rachètent le Furet du Nord. 
Durant l'été 2001, Lagardère Service[réf. nécessaire] (anciennement Hachette Distribution Services) rachète le réseau français des magasins Virgin, devenant ainsi le second groupe français de distribution spécialisée de produits culturels (devancé par le groupe français Pinault Printemps Redoute). Pour des raisons de notoriété régionale, le Furet du Nord conserve son nom. Début novembre 2007, Lagardère Services, annonce être en négociation exclusive avec le fonds d'investissement français Butler Capital Partners (BCP). Fin novembre, Le comité d'entreprise accepte à l'unanimité le changement d'actionnariat principal, avec la prise de participation, du fonds d'investissement dans le capital de Virgin/Furet à hauteur de 80 % environ. La cession devrait être effective fin janvier 2008, au plus tard. Le même mois, le groupe a annoncé que la librairie installée depuis 1990 dans le centre-ville de Boulogne-sur-Mer ferme à la fin du mois de janvier 2008. Au cours de l'été 2008, deux filiales de la caisse régionale du Crédit agricole Nord de France, Vauban Partenaires (Paris) et Participex Gestion (Lille), ont pris le contrôle du capital. Cette opération a permis le remboursement de la dette (15 millions d'euros) et a apporté dix millions d'euros en fonds propres,.
À partir de la séparation avec Virgin Megastore, le Furet du Nord change de stratégie commerciale. Le 15 octobre 2009, le Furet a lancé son site de vente en ligne furet.com et se lance dans la distribution de livres sur le Web (plus d'un million de livres). À la mi-septembre 2010, la onzième librairie ouvre ses portes au centre commercial d'Englos-les-Géants. En juin 2011, une nouvelle boutique ouvre dans la galerie commerciale de la Cité Europe à Coquelles, à côté de Calais. Fin octobre 2011, le libraire s'installe dans la zone commerciale de La Vache-Noire, à Arcueil au sud de Paris. Il s'agit de la première sortie hors de la région Nord-Pas-de-Calais. L'enseigne continue son implantation dans les centres commerciaux d'Île-de-France en s'installant à celui du Kremlin-Bicêtre, nommé Okabé, le 16 octobre 2012,. En 2013, l'enseigne revient à Dunkerque, après en être partie en 2000. Elle y remplace le Virgin Megastore après sa mise en liquidation. Le 19 juillet 2017, le tribunal de commerce de Montpellier préfère l'offre de François Fontès, à la tête d'Amétis, un groupe immobilier spécialisé dans le logement social, à l'offre du Furet du Nord pour le rachat de la librairie Sauramps à Montpellier.
En 2018, l'enseigne s'étend à l'étranger en rachetant Chapitre.be (anciennement Agora) qui dispose de deux magasins en Belgique. La filiale belge (Furet BE) est déclarée en faillite en avril 2022.
En novembre et décembre 2018, le Furet du Nord annonce l'acquisition de Decitre, lui permettant l'accès de la région Rhône-Alpes, en plus d'une présence renforcée sur internet. Cette acquisition est officialisée le 18 janvier 2019. Le Furet du Nord devient ainsi le quatrième plus gros libraire de France. Le groupe a réalisé un chiffre d'affaires de 82 millions d'euros en 2018, dont 52 millions sur le marché du livre.
En 2022, le groupe prend le nom de Nosoli.

## Implantation des magasins Furet du Nord
En octobre 2023, l'enseigne dispose de 19 magasins, dont 14 en Hauts-de-France, 4 en Île-de-France et 1 en Grand-Est.

### Magasin de la place du Général-de-Gaulle à Lille

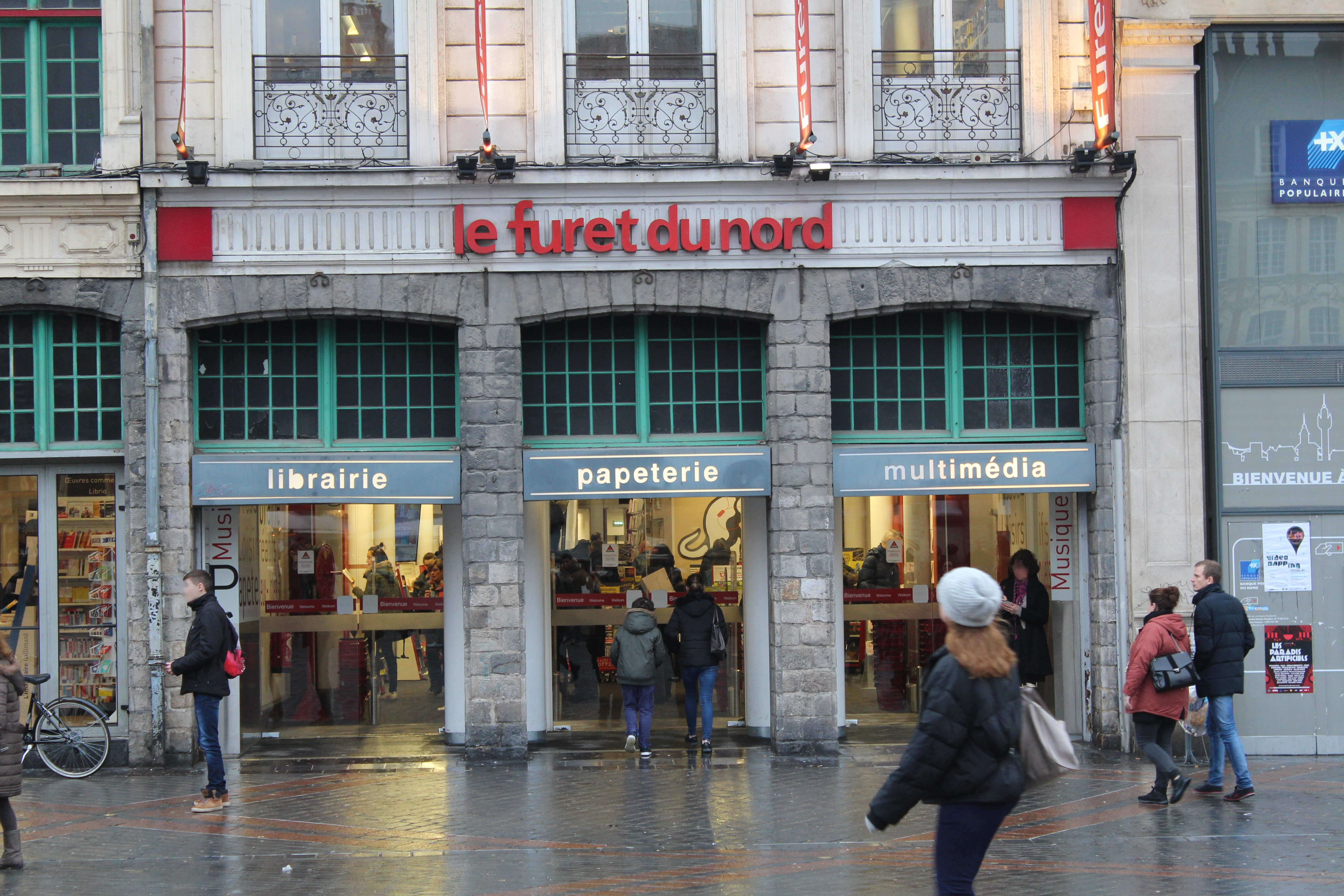
Furet du Nord sur la Grand'Place à Lille.

Depuis le 1er août 1959, le Furet du Nord est installé sur la place du Général-de-Gaulle, également appelée grand-place dans la commune de Lille (Nord, France). En 1969, la façade est modifiée. Les travaux enlèvent les parties du XIXe siècle pour la restituer en son style original du XVIIIe siècle. La façade s'inspire du tableau de François Watteau, La Procession de Lille en 1789.
Au fil des années, le magasin passe de 200 m2 à 8 000 m2. Lorsque l'entreprise s'installe pour la première fois sur la grand-place de Lille à l'emplacement des Galeries Barbès, la surface de vente est de 200 m2. À la fin de l'année, elle passe à 600 m2, lorsque les anciens ateliers de la Galerie Barbès sont enlevés. Le magasin de Lille occupe uniquement le rez-de-chaussée. En 1976, le Furet du Nord s'installe à la place du cinéma Le Bellevue et passe à 4 500 m2, puis en 1991 à la place de l'hôtel Strasbourg et passe à 8 000 m2.
En 1974 et en 1998, le Furet reçoit quotidiennement 10 000 visites,.

### Magasins ouverts
| Ville                  | Adresse                                           | Année d'ouverture |
| ---------------------- | ------------------------------------------------- | ----------------- |
| Arcueil                | Centre commercial de la Vache Noire               | 2011              |
| Arras                  | Rue Gambetta                                      | 1989              |
| Béthune                | Place Georges-Clemenceau                          | 1992              |
| Cambrai                | Mail Saint-Martin                                 | 1991              |
| Coquelles              | Centre commercial Cité Europe                     | 2011              |
| Douai                  | Rue de la Mairie                                  | 2019,             |
| Dunkerque              | Pôle Marine                                       | 2013              |
| Englos                 | Boulevard du commerce (Englos-les-Géants)         | 2010,             |
| Lens                   | Boulevard Basly                                   | 1986              |
| Lille                  | Place du Général-de-Gaulle                        | 1959              |
| Louvroil               | Centre commercial Aushopping Val de Sambre        | 2018              |
| Montigny-le-Bretonneux | Centre commercial Sqy Ouest                       | 2017              |
| Plaisir                | Centre commercial Aushopping                      | 2022              |
| Reims                  | Rue de Vesle (au 3e étage des Galeries Lafayette) | 2021              |
| Roubaix                | Grand Rue                                         | 2005              |
| Tremblay-en-France     | Centre Commercial Aéroville                       | 2013              |
| Valenciennes           | Rue du Quesnoy                                    | 1982              |
| Villeneuve-d'Ascq      | Boulevard Valmy (V2)                              | 1991              |

### Anciens magasins
| Ville              | Adresse                                          | Année d'ouverture  | Année de fermeture |
| ------------------ | ------------------------------------------------ | ------------------ | ------------------ |
| Lille              | Rue de la Vieille Comédie                        | 1936               | 1959               |
| Beauvais           | Centre commercial Le Jeu de Paume                | 2015               | 2025               |
| Boulogne-sur-Mer   | Grand Rue                                        | 1990               | 2008               |
| Douai              | Rue de la Madeleine                              | 1988               | 2019               |
| Dunkerque          | Place de la République                           | 1994               | 2000               |
| Le Kremlin-Bicêtre | Centre commercial Okabé, avenue de Fontainebleau | 2012               | 2016               |
| Louvain-la-Neuve   | Place Agora                                      | 2018               | 2022               |
| Maubeuge           | Avenue Jean-Mabuse                               | 1983               | 2013               |
| Lieusaint          | Centre commercial Carré Sénart                   | 2013               | 2022               |
| Namur              | Rue Émile Cuvelier                               | 2018 (Acquisition) | 2022               |
| Tourcoing          |                                                  | 1984               |                    |
| Saint-Quentin      | Place de l’hôtel de ville                        | 1990               | 2008               |